# سرای اسحاق پاشا

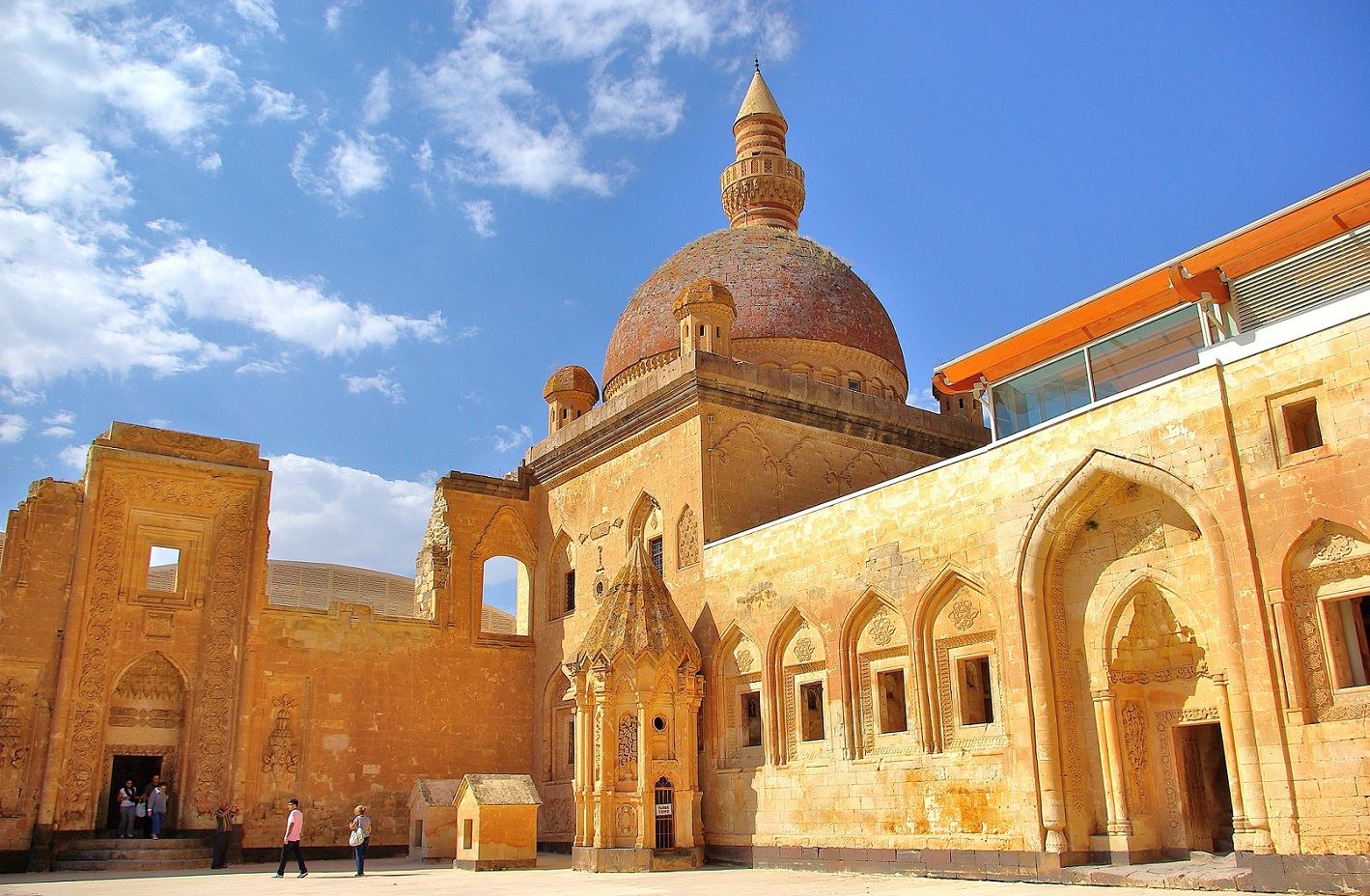
سرای اسحاق پاشا در ۲۰۱۰

سرای اسحاق پاشا (به ترکی استانبولی: İshak Paşa Sarayı) یک کاخ نیمه‌مخروبه در ۵ کیلومتری شهر دغوبایزید، استان آغری در شرق ترکیه است. این کاخ در بین سال‌های ۱۶۸۵ تا ۱۷۸۴ با ترکیبی از معماری عثمانی ساخته شد.
این کاخ یادگار دوران معماری عصر لاله عثمانی و از معدود کاخ‌های عثمانی باقی‌مانده در ترکیه است و تصویر آن بر روی اسکناس ۱۰۰ لیره‌ای در بین سال‌های ۲۰۰۵ تا ۲۰۰۹ نقش بسته بود.

## نگارخانه

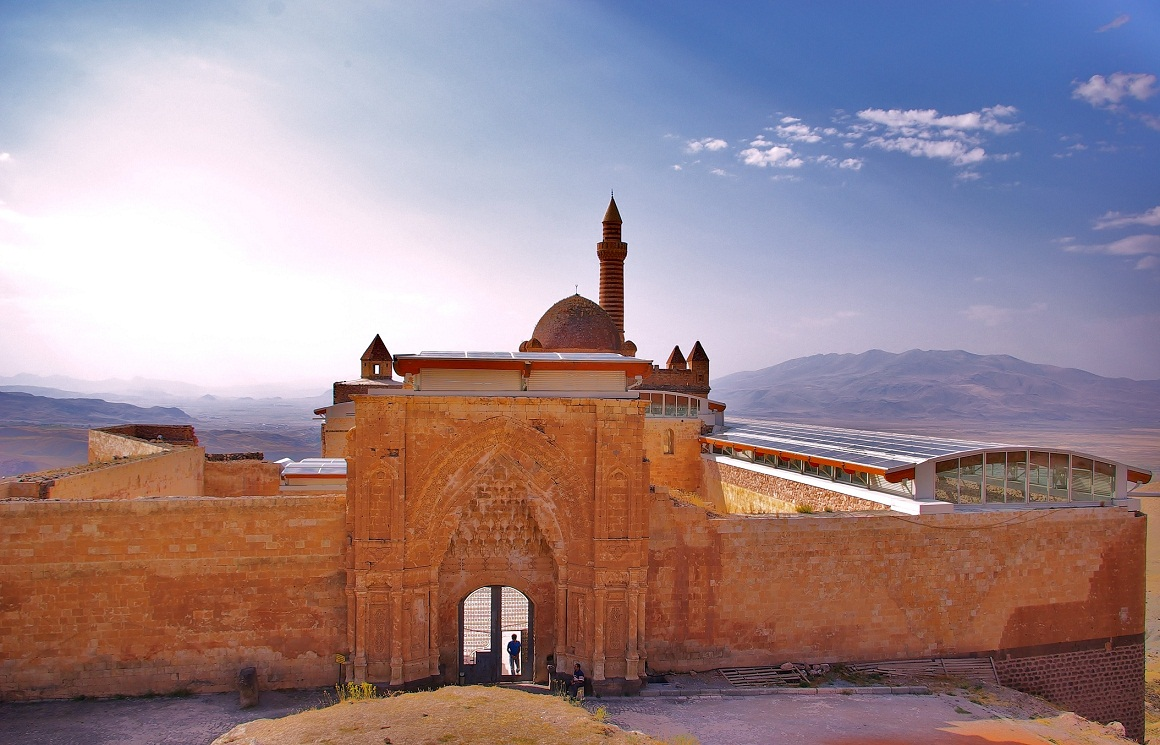
دروازه
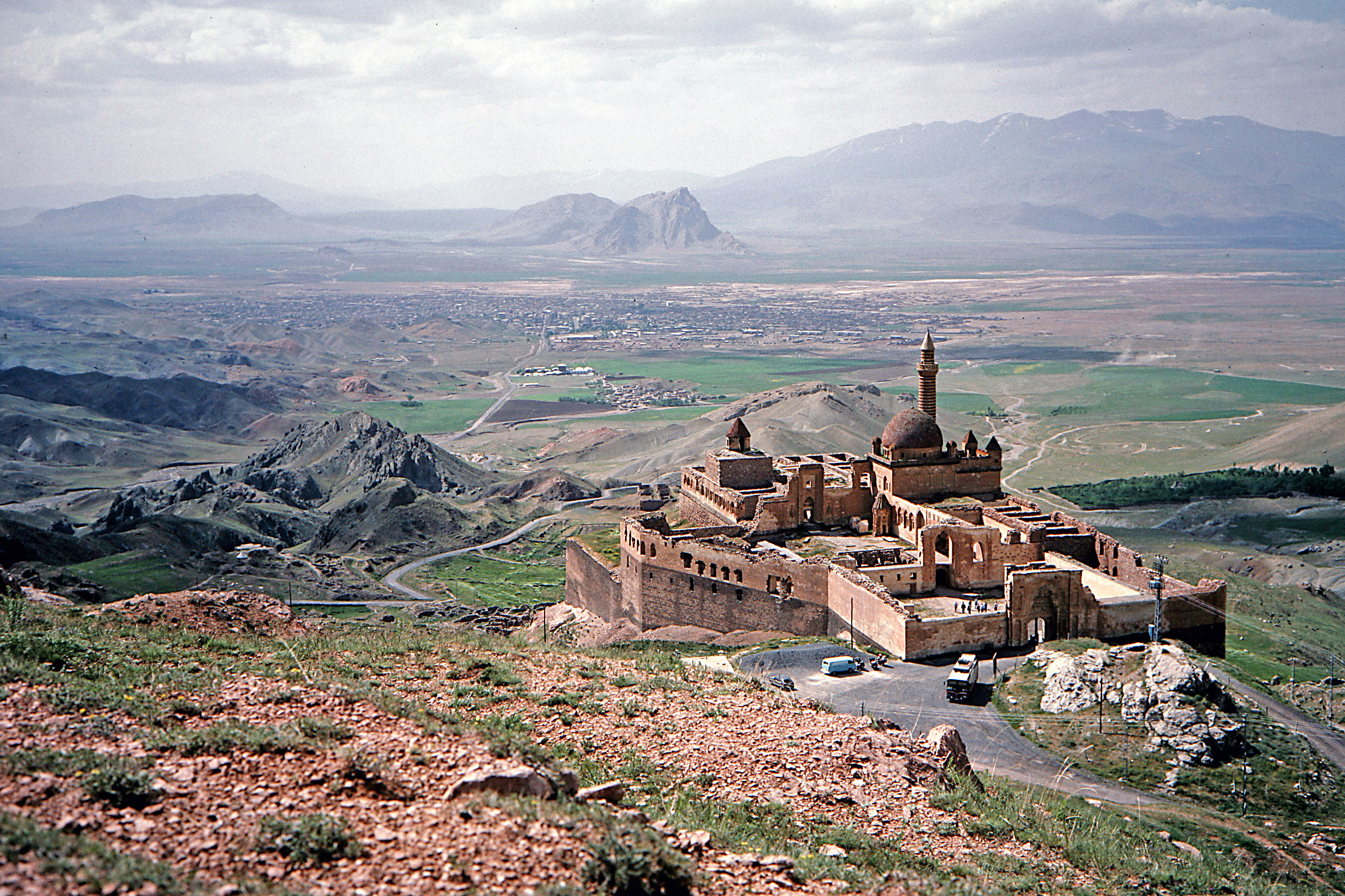
سرای اسحاق پاشا
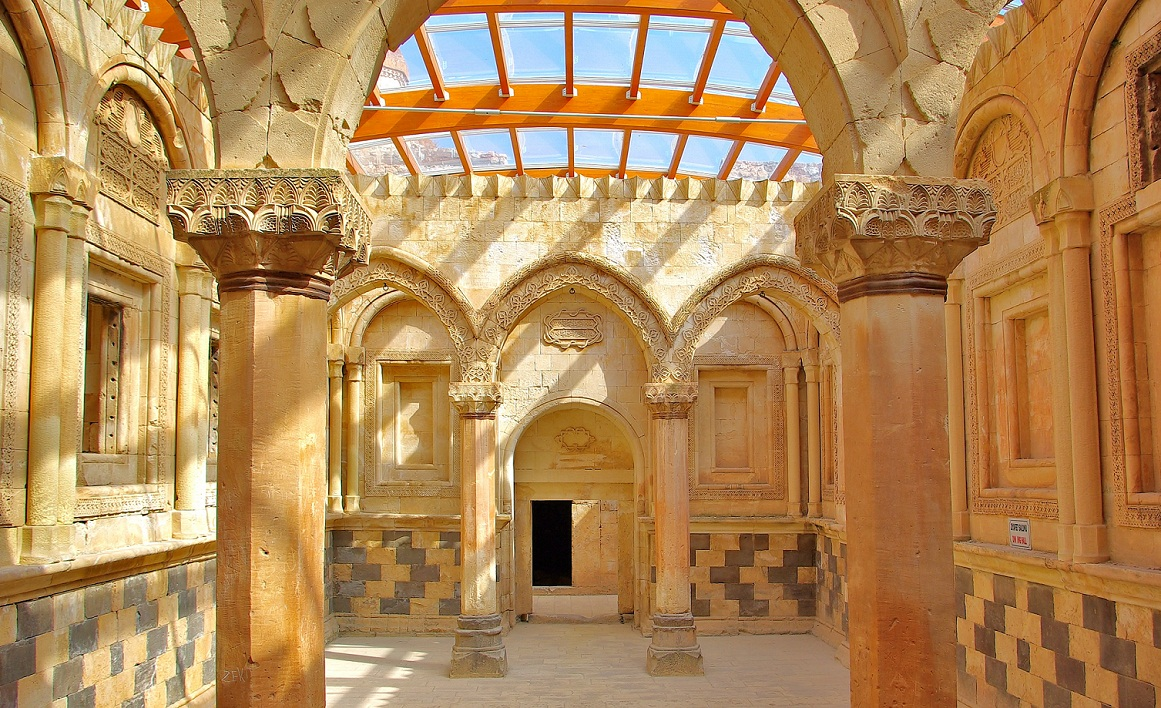
نمای درونی کاخ
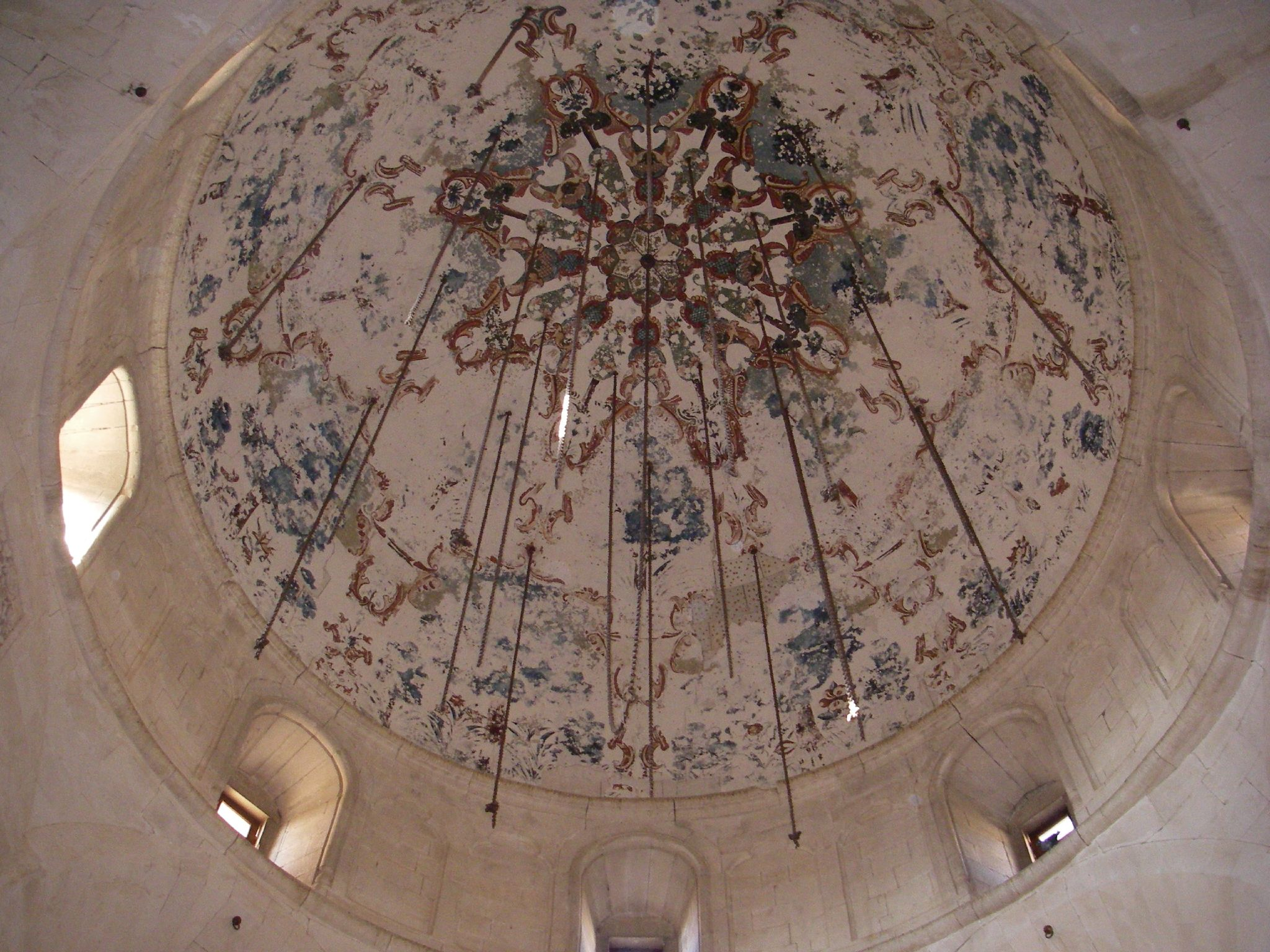
نمای گنبد کاخ از درون
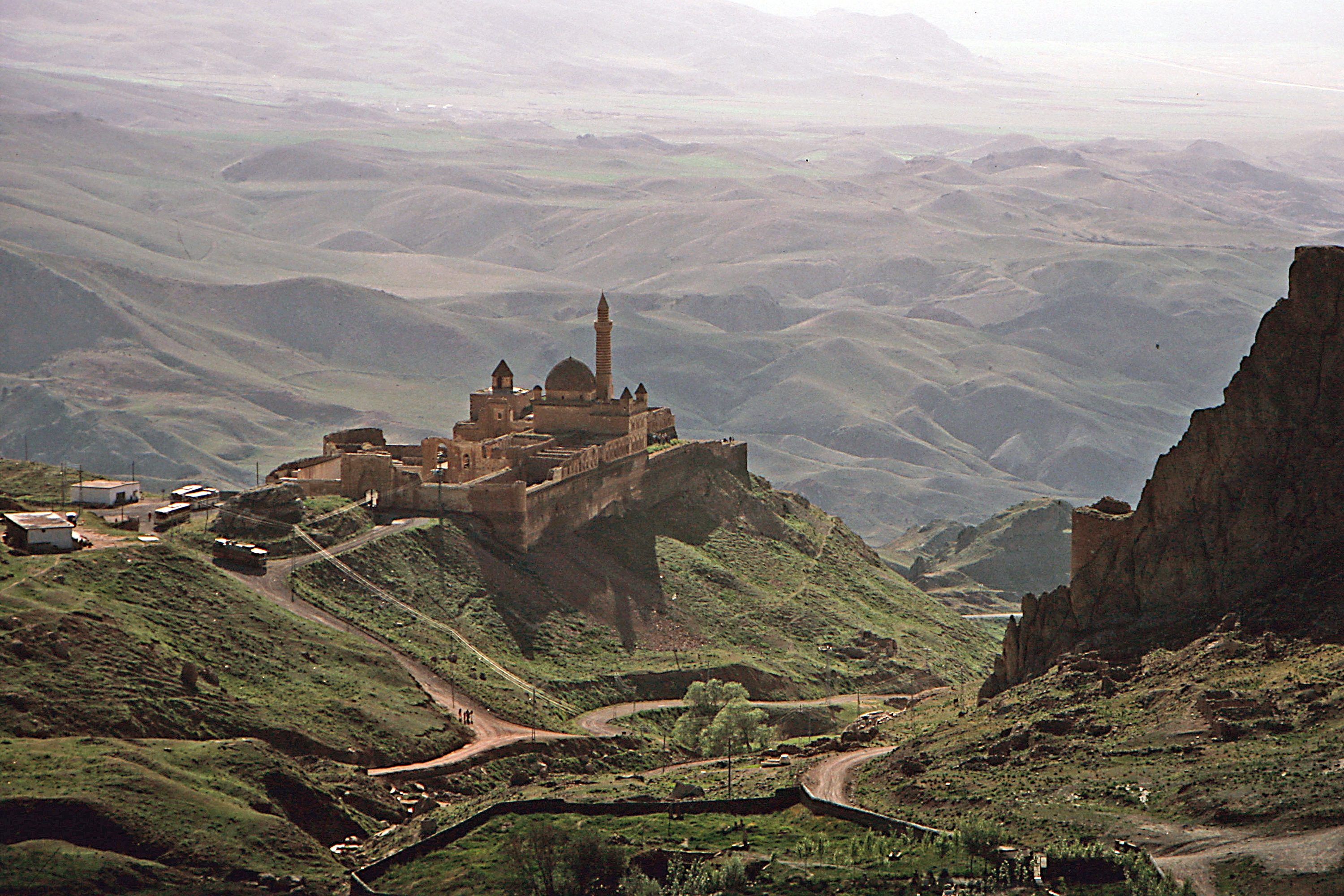
سرای اسحاق پاشا
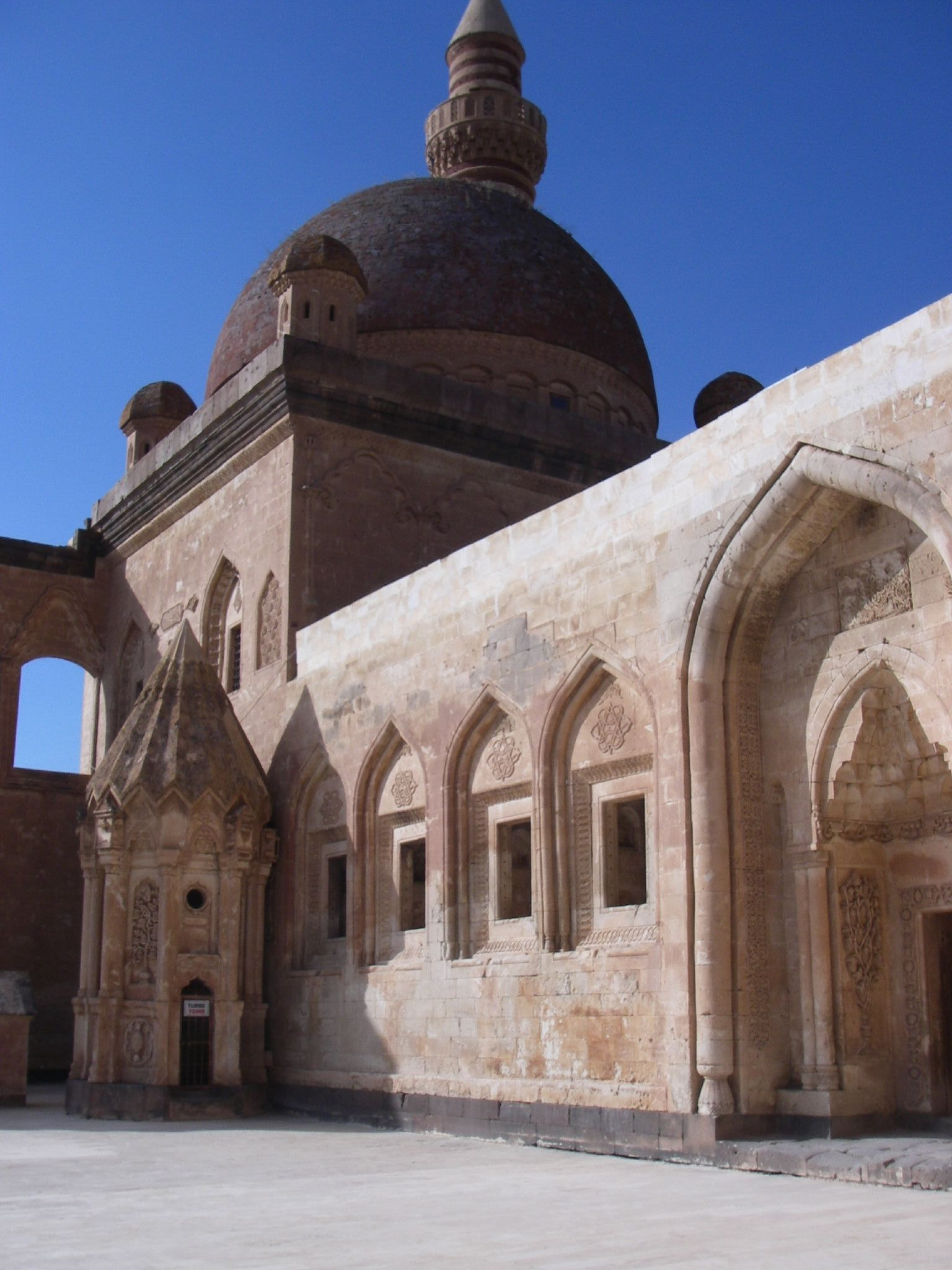
نما از حیاط
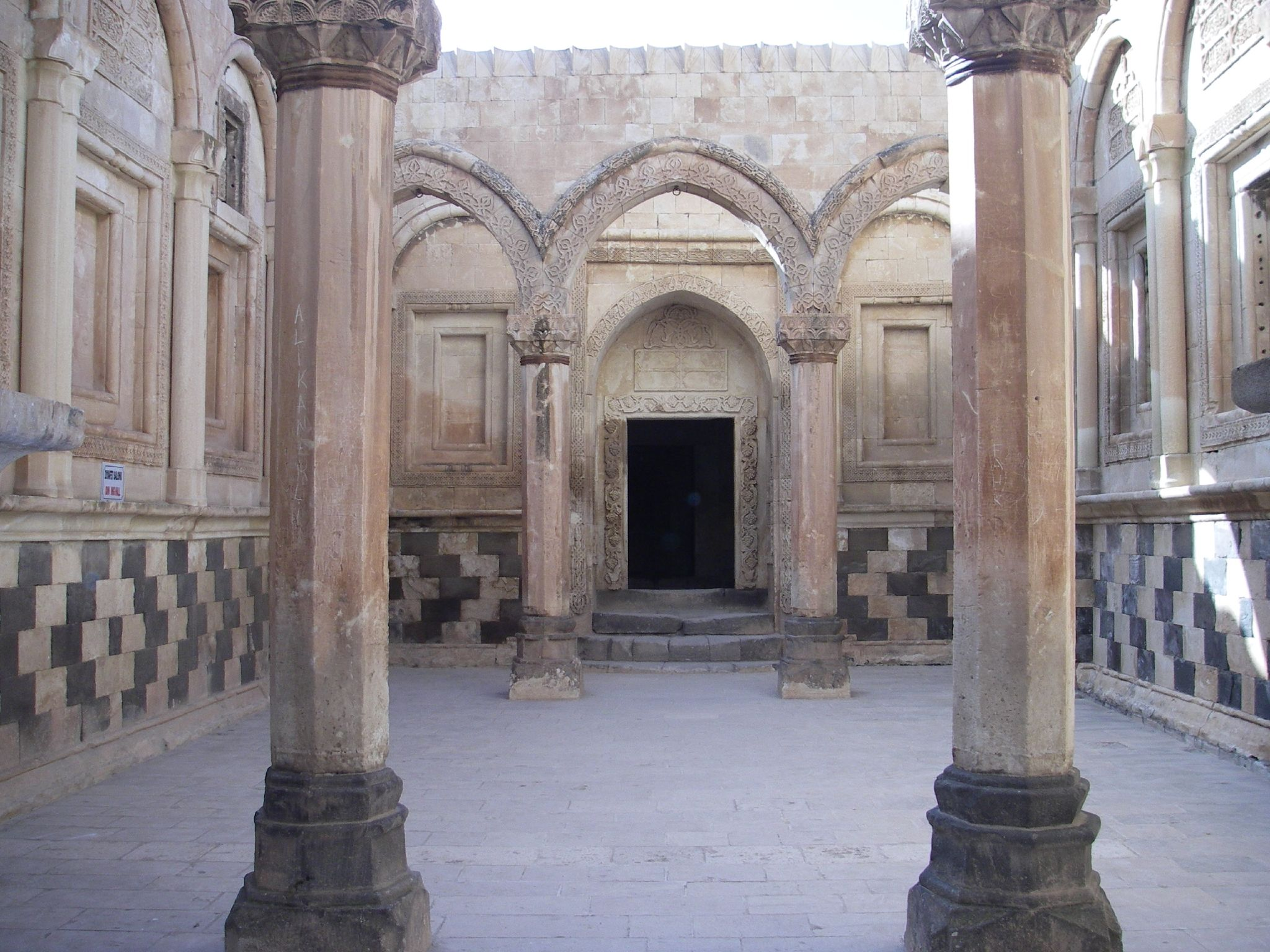
درون کاخ
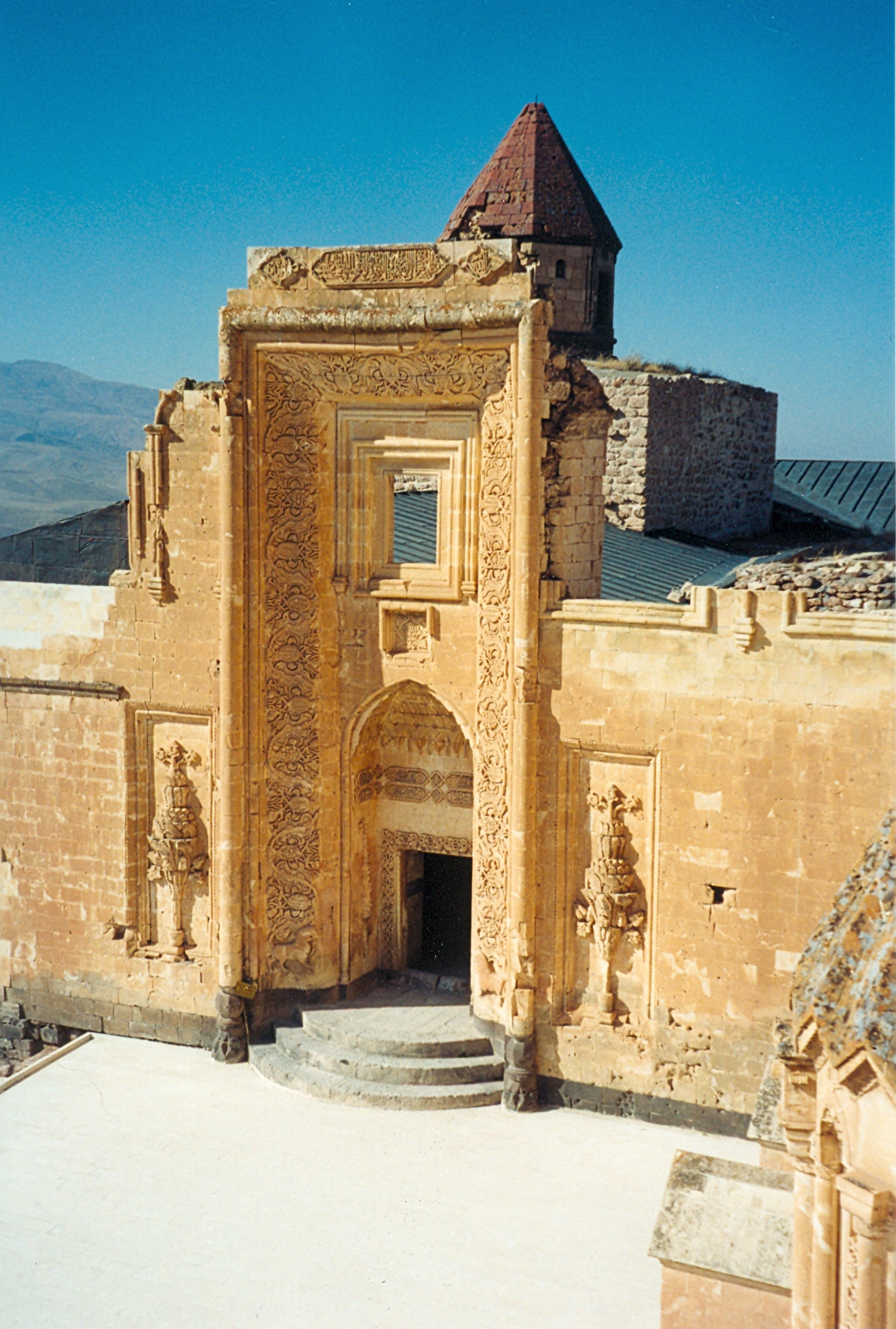
ورودی
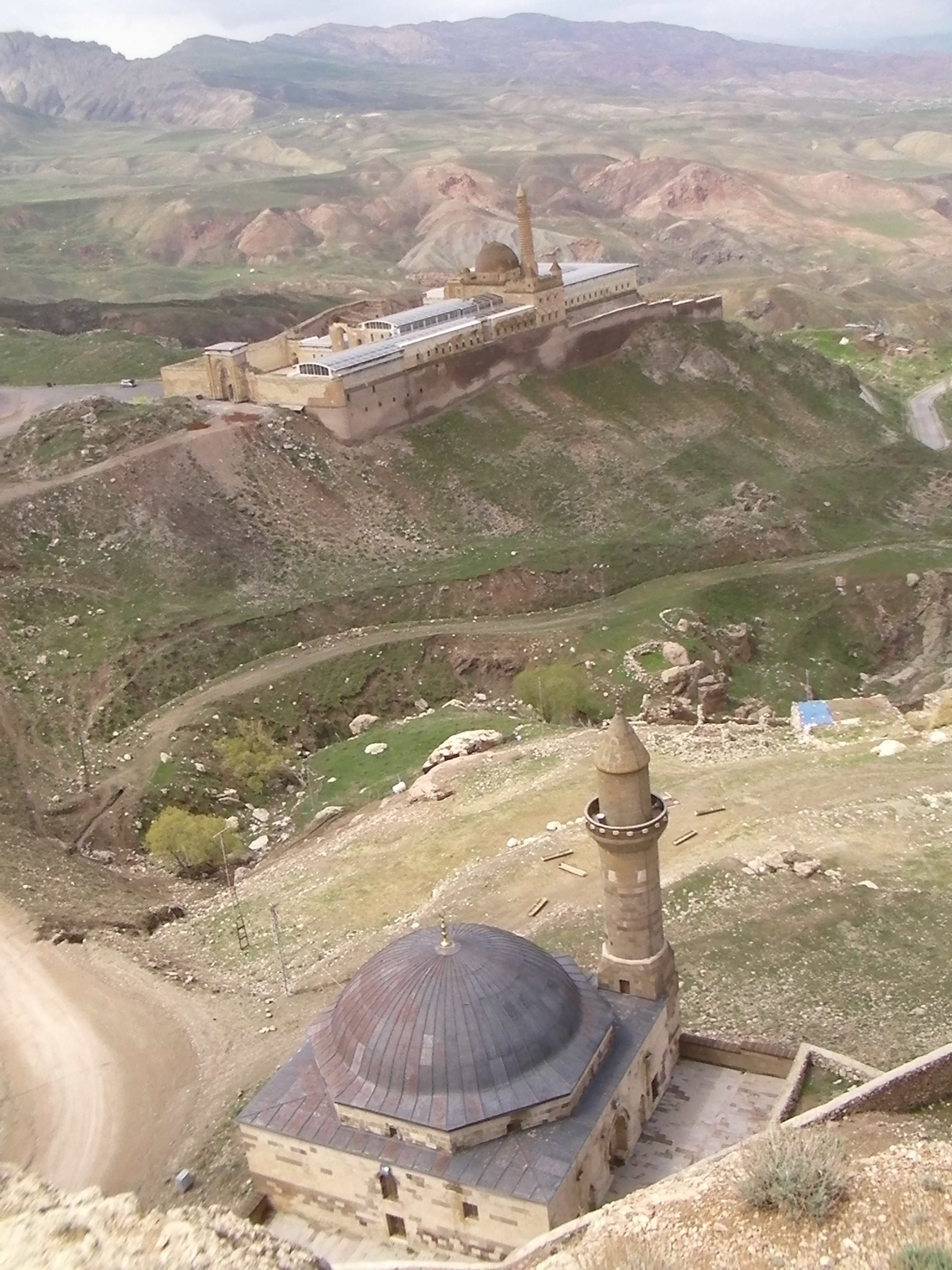
نمایی از کاخ و مسجدی در نزدیکی آن
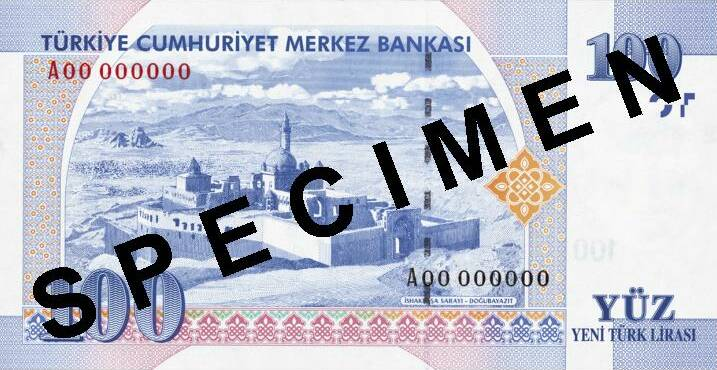
تصویر کاخ بر روی اسکناس ۱۰۰ لیره‌ای (۲۰۰۵–۲۰۰۹)